# Skylla
 For alternative betydninger, se Skylla (flertydig). (Se også artikler, som begynder med Skylla)
Skylla er navnet på et søuhyre, som Odysseus måtte sejle forbi. Skylla og Charybdis bevogtede et sund. Charybdis forvandlede sig en gang imellem til en hvirvelstrøm. Odysseus måtte lade Skylla tage nogle af mændene for at undgå at sætte hele skibet til i hvirvelstrømmen.